# Nutrição

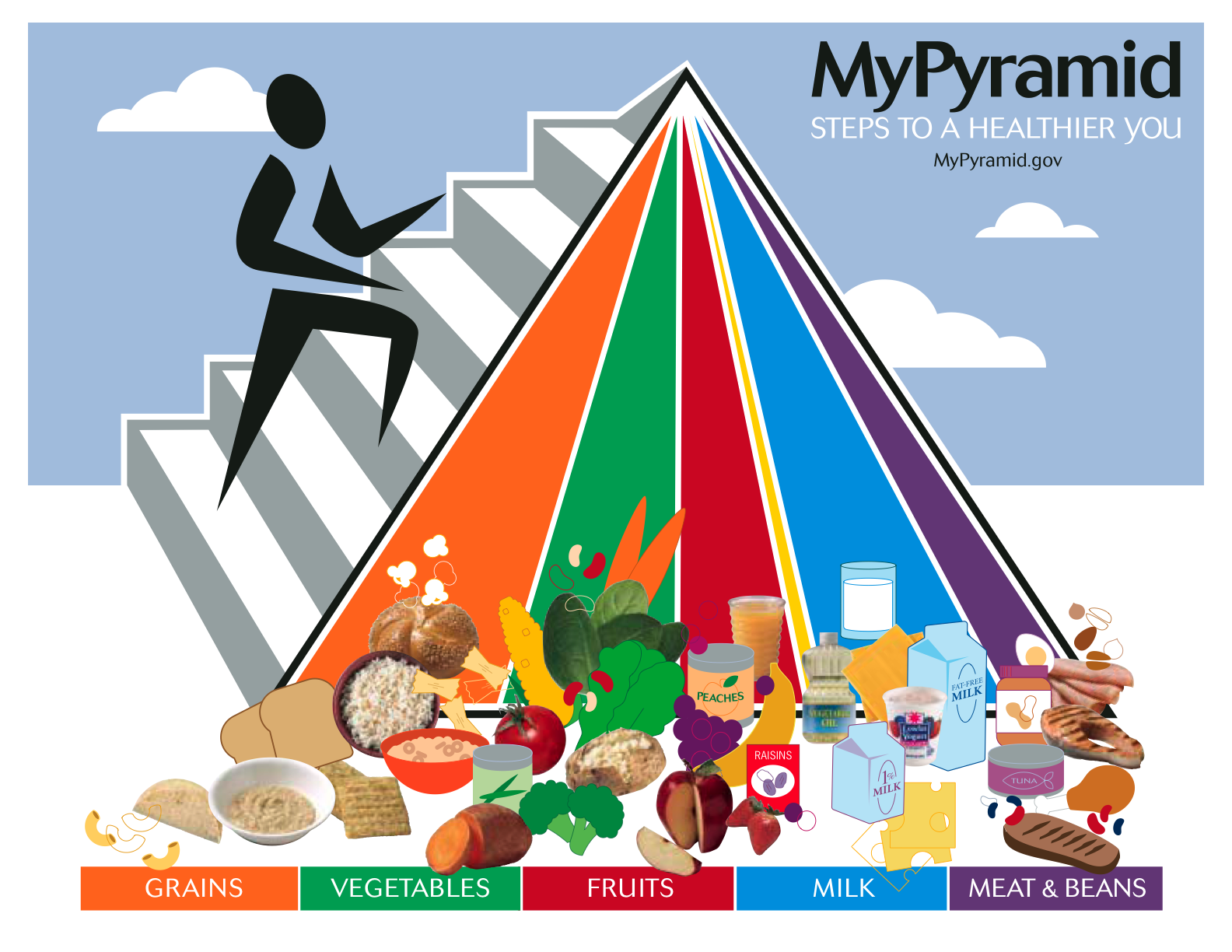
A pirâmide alimentar americana atualizada, publicada em 2005, é um guia nutricional geral para o consumo recomendado de comida. Em Portugal, desconsidera-se esta ferramenta e utiliza-se a nova Roda dos Alimentos, elaborada pela FCNAUP e IC.

Nutrição é um processo biológico em que os organismos (animais, fungos, vegetais e micro-organismos), utilizando-se de alimentos, assimilam nutrientes para a realização de suas funções vitais.
Devido sua importância à sobrevivência de qualquer ser vivo, a nutrição faz parte do aprendizado durante grande parte do período de estudo básico e em nível secundário, assim como em muitos cursos de nível de graduação e pós-graduação, em áreas como medicina, enfermagem, biomedicina, farmácia, biologia, agronomia, zootecnia e nutrição entre outras.
No campo da saúde, a nutrição estuda as propriedades dos alimentos e tem o objetivo de promover o bem estar e saúde através da alimentação.

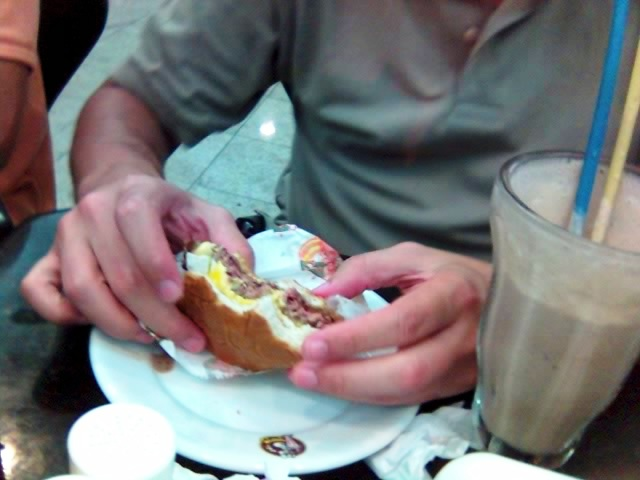
Nutrição humana:Estudo dos costumes alimentares.

A nutrição pode ser feita oralmente, ou seja, pela maneira natural do processo de alimentação, ou por um modo especial. No modo especial temos a nutrição enteral e a nutrição parenteral. A primeira ocorre quando o alimento é colocado diretamente em uma área do tubo digestivo (geralmente o estômago ou o jejuno) através de sondas que podem entrar pela narina, boca ou por um orifício feito por cirurgia diretamente no abdômen do paciente, juntamente com outro orifício gastro-intestinal usado no processo digestivo. A nutrição parenteral é a 'que é feita quando o paciente é alimentado com preparados para administração diretamente na veia, não passando pelo tubo digestivo (como o soro nas veias, quando se está impossibilitado de ingerir alimentos via oral).
A boa nutrição depende de uma dieta regular e equilibrada - ou seja, é preciso fornecer às células do corpo não só a quantidade como também a variedade adequada de nutrientes importantes para seu bom funcionamento. Os guias alimentares mais conhecidos são as pirâmides alimentares.
Todo ser vivo precisa se alimentar para sobreviver e se reproduzir. Mas, na espécie humana, a imensa capacidade de se adaptar a vários tipos de alimento - que faz do Homo sapiens a espécie de hábitos alimentares mais diversificados do planeta - foi fundamental para a sua evolução. Estudos indicam que um dos principais fatores que levaram nossos ancestrais a se distanciar da linhagem de seus parentes primatas foi a capacidade de se adaptar ao cardápio de diversos ambientes. Algumas teorias propõem, ainda, que o excepcional crescimento do nosso cérebro só se tornou possível graças à inclusão na dieta humana de alimentos protéicos e energéticos- particularmente, a carne. O uso do fogo também contribuiu para a evolução da espécie. Cozidos, os alimentos ficam mais fáceis de ser digeridos e, por consequência, a absorção dos nutrientes é maior.

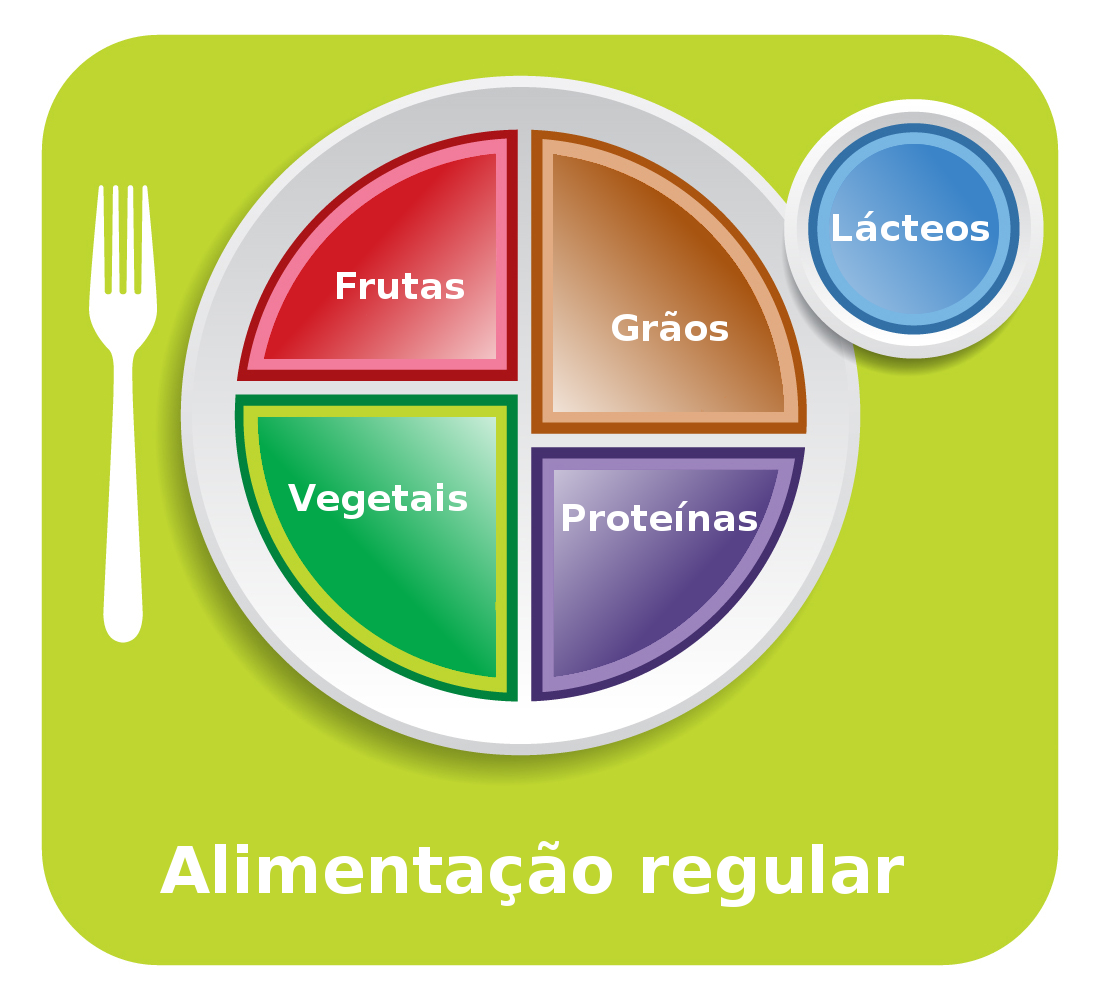
Proposta dos Estados Unidos em 2011 para substituir a pirâmide

A agricultura e a pecuária, iniciadas há cerca de 10 mil anos, aumentaram o poder do homem sobre a própria nutrição. Desde então, a descoberta dos condimentos, a adoção de técnicas para aumentar a produtividade agropecuária e o desenvolvimento de tecnologias de industrialização foram abrindo novas possibilidades de nutrição. Hoje, mesmo com a globalização e as facilidades de intercâmbio entre nações, cada povo guarda suas peculiaridades culinárias, segundo a disponibilidade dos ingredientes encontrados na região, mas também de acordo com seu modo de vida.